# Ectactolpium schultzei
Espèce
Synonymes
- Olpium schultzei Tullgren, 1908

Ectactolpium schultzei est une espèce de pseudoscorpions de la famille des Hesperolpiidae.

## Distribution
Cette espèce se rencontre en Afrique du Sud et en Namibie.

## Systématique et taxinomie
Cette espèce a été décrite sous le protonyme Olpium schultzei par Tullgren en 1908. Elle est placée dans le genre Ectactolpium par Beier en 1947.

## Étymologie
Cette espèce est nommée en l'honneur de Leonhard Schultze-Jena.

## Publication originale
- Tullgren, 1908 : Pseudoscorpionina (Chelonethi). Zoologische und Anthropologische ergebnisse einer Forschungsreise im westlichen und zentralen Südafrika ausgeführt in den Jahren 1903-1905. Denskschriften der Medizinisch-Naturwissenschaftlichen Gesellschaft zu Jena, vol. 13, p. 283-288 (texte intégral).